# Parque eólico Totoral
El Parque eólico Totoral es una agrupación de aerogeneradores perteneciente a la empresa Norvind S.A. y la empresa constructora Skanska, responsable de los caminos, fundaciones, cableado y construcción de las instalaciones internas del parque. El proyecto contempló la instalación de 23 aerogeneradores. Inyecta energía eléctrica al Sistema Interconectado Central a través de una subestación que se ubica a 8.2 km al norte de los aerogeneradores cerca del límite sur de la propiedad. La iniciativa implicó una inversión de US$ 140 millones, y consideró una potencia instalada de 46 MW, este proyecto permitirá generar un promedio de 110 gigavatios anuales, esto permite abastecer unos 50.000 hogares.
Los componentes de los aerogeneradores fueron embarcados desde España, Dinamarca y China y llegaron en piezas durante mayo de 2009 en cuatro barcos al puerto de Coquimbo. Para su ensamble, se utilizará la grúa más alta de Chile, cuya pluma alcanza los 109 metros de altura y que fue provista también por la empresa Burger. Se estima que el Parque Eólico Totoral reducirá las emisiones de dióxido de carbono en 65.000 toneladas al año, lo que equivale al retiro anual de 14.000 automóviles de las calles de una ciudad como Santiago.
EL 20 de enero de 2010 se inauguró el Parque Eólico con la presencia de la presidenta de la república Michelle Bachelet, la cual destacó que esta obra es la "realización de un sueño", "La inventiva humana, la creatividad, el desarrollo tecnológico han ido abriendo nuevas posibilidades en materia energética", indicó la Mandataria. también apuntó que: "Eso tiene que ver con una mirada que planteamos a principios del Gobierno, de la necesidad urgente de diversificar, de tener una política energética que planteara la diversificación, tanto de las fuentes de energía, como de los proveedores de energía".
El 18 de abril de 2011, Anglo American y Norvind, filial de la noruega SN Power, firmaron un acuerdo mediante el cual la minera adquiere atributos asociados a energía renovable no convencional (ERNC) del Parque eólico Totoral, el acuerdo considera un monto equivalente a la inyección de 80 GWh en 2011 y es uno de los primeros que se implementa en el sector minero, con miras al cumplimiento de la ley 20.257 de Energías Renovables No Convencionales, que exige a las empresas eléctricas acreditar que sobre un 5 % de la energía suministrada a sus clientes mediante contratos suscritos después de agosto de 2007 haya sido inyectada mediante esta fuente.
En la firma del convenio estuvo presente el biministro de Minería y Energía, Laurence Golborne, quien celebró la iniciativa y destacó que hay distintas empresas mineras que están siguiendo la misma línea. El secretario de Estado agregó que en cuanto a la energía eólica, se están licitando distintas ubicaciones para el desarrollo de parques eólicos en zonas que sean del Estado de Chile.